# Zug um Zug (Film)
Zug um Zug (Originaltitel: The 7.39) ist ein britischer Film aus dem Jahr 2014. Regie führte John Alexander.

## Handlung
Der verheiratete Carl Matthews, Vater von zwei Kindern, führt ein routiniertes Leben. Jeden Tag um 7.39 Uhr nimmt er den Zug nach London. Eines Tages streitet er sich mit Sally Thorn, der Leiterin eines Sportclubs, um einen Sitzplatz. Die beiden nehmen Kontakt miteinander auf und kommen sich in den nächsten Tagen immer näher. Sally Thorn ist mit Ryan Cole verlobt und möchte ihn heiraten, was ihr durch die Sympathien zu Carl Matthews immer schwieriger fällt. Als einmal der Zug ausfällt, müssen beide in einem Hotel übernachten. Kurz darauf erfährt Sally, dass sie schwanger ist. Carl Matthews bekommt Probleme mit seiner Familie und Sallys Verlobten Ryan Cole.

## Kritik
„Wie harmlos die Erzählung plätschert, wird am Turning Point der Geschichte deutlich, mit dem der letzte Akt eingeläutet wird – da steht plötzlich, ein bisschen wie Kai-aus-der-Kiste, Carls Ehefrau auf der Straße und sieht die beiden in inniger Umarmung. Es folgen ‚es ist nicht so wie Du denkst‘, lass mich doch erklären und so weiter. Dass dieser Kai-aus-der-Kiste-Auftritt nicht stört, unterstreicht (ungewollt) die Qualität des Films, den man sich gut einfach so anschauen kann. Läbbe gehd waidä und hält im Schlussbild dann doch noch eine sehr schöne Überraschung für uns parat.“